# Крейдяні скелі на острові Рюген
Крейдяні скелі на острові Рюген (нім. Kreidefelsen auf Rügen)  — картина, написана німецьким художником Каспаром Давидом Фрідріхом в 1818.

## Опис
На картині зображено двох чоловіків і дівчину, що знаходяться на краю прірви на крейдяних скелях острова Рюген. Один з подорожніх застиг біля краю обриву в позі молитви. З краю цієї прірви добре проглядається море, що показано на картині. Далеко в морі видно два вітрила — те, що віддаляється та наближається, символ того, що безмежні простори океану підкорені людиною . Дерева, що схилилися один до одного, символізують союз художника з його дружиною.
Твір знаходиться в музеї Оскара Рейнгарта, в швейцарському місті Вінтертур.